# ۹۲۶ (قمری)
۹۲۶ (قمری)، نهصد و بیست و ششمین سال در گاهشماری هجری قمری است. اول محرم این سال برابر با دوم ژانویه سال ۱۵۲۰ میلادی است.